# TVXQ! CONCERT "20&2"
《TVXQ! CONCERT "20&2"》는 그룹 동방신기의 데뷔 20주년을 기념하는 일곱번째 해외 콘서트 투어이다.

## 개요
2023년 11월 1일, SM 엔터테인먼트는 동방신기 공식 SNS를 통해 데뷔 20주년을 기념하는 콘서트 개최 및 투어 일정을 발표하였고, 뒤이어 14일 멜론티켓을 통해 공연 장소를 공개, 티켓 예매는 11월 21일, 팬클럽 선예매가, 23일에는 일반 예매가 진행되었다.
뒤이어 12월 1일에는 홍콩, 태국, 대만, 이듬해 2월 5일에는 마카오, 인도네시아에서의 상세 아시아 투어 일정을 공개하였으며, 태민의 단독 콘서트인 〈METAMORPH〉이후 인천 영종도에 위치한 인스파이어 리조트 내 아레나에서의 두번째로 개최한 단독 콘서트를 통해 양일간 10,000명의 누적 관객을, 더 나아가 7회에 걸친 아시아 투어를 통해 약 4만여명의 누적 관객을 기록하였다.

## 투어 일정
| 일정             | 도시     | 국가       | 장소                         | 관객 동원     |
| ---------------- | -------- | ---------- | ---------------------------- | ------------- |
| 2023년 12월 30일 | 인천     | 대한민국   | 인스파이어 아레나            | 통산 10,000명 |
| 2023년 12월 31일 | 인천     | 대한민국   | 인스파이어 아레나            | 통산 10,000명 |
| 2024년 1월 13일  | 홍콩     | 홍콩       | 아시아 월드 엑스포 홀 10     | 5,000명       |
| 2024년 2월 3일   | 방콕     | 태국       | 유니온 홀 2, 유니온 몰       | 4,000명       |
| 2024년 2월 24일  | 타이베이 | 대만       | NTSU 아레나                  | 8,000명       |
| 2024년 3월 30일  | 마카오   | 마카오     | 런더너 아레나                | 7,000명       |
| 2024년 4월 20일  | 자카르타 | 인도네시아 | 인도네시아 컨벤션 전시장 5홀 | 5,000명       |

## 세트 리스트
- Opening VCR -
- Rising Sun (순수)
- Jungle
- 운명 (The Chance Of Love)

- VCR #2 -
- Devil (최강창민 Solo)
- Wrong Number_New Ver.
- Down

- Ment -
- Rodeo
- 왜 (Keep Your Head Down)
- Purple Line

- VCR #3 -
- Vuja De (유노윤호 Solo)
- Something
- Life's A Dance

- Dancer Introduction-
- The Way U Are_Unplugged Ver.
- I'll Be There
- I Wanna Hold You
- 믿어요 (I Believe)

- Ment -
- Hug (포옹)
- Drive
- Crazy Love
- 풍선 (Balloons)

- VCR #4 -
- 주문-MIROTIC
- Rebel

- Encore VCR -
- Love In The Ice
- Thanks To

- Ment -
- 항상 곁에 있을게 (Always With You)
- 너희들 것이니까 (I Wish...)
- 세상에 단 하나뿐인 마음 (You're My Miracle)

- Double Encore -
- Catch Me

## 제작
- 동방신기 (유노윤호, 최강창민)
- 주최, 주관 : SM 엔터테인먼트, CJ ENM